# Fan Xuepeng
En una onomàstica xinesa Fan es el cognom i Xuepeng el cognom.
Fan Xuepeng (xinès simplificat: 范雪朋, pinyin: Fàn Xuěpéng; Yixing, 1908 - 1974) fou una productora, empresària i actriu de cinema xinesa. Estrella popular i heroïna de les pel·lícules d'arts marcials (wuxia) dels anys trenta del segle xx.

## Biografia
Fan Xuepeng, de nom real Yao Xiongfei, va néixer el 31 d'agost de 1908, a finals de la dinastia Qing, al comtat de Yixing, província de Jiangsu (Xina). Per motius econòmics de la família no va poder acabar els estudis primaris i va entrar a treballar en una fàbrica de mitges. Un cop casada per la força amb Fan Baizhu va escapar-se per anar a viure a Shanghai on un amic seu, Xu Qinnfang li va aconsellar que provés dedicar-se al cinema i la va recomanar a Chen Kengran, director de la Youlian Film Company.
Va morir de càncer de pulmò el 2 d'abril de 1974, en plena Revolució Cultural.

#### Carrera cinematogràfica
La seva carrera cinematogràfica va començar a Youlian Film Company, on va ser actriu amb un contracte a curt termini. El seu paper més reeixit durant aquest període va ser el de la Tretzena germana a Ernü Yingxiong del 1927, la primera dirigida pel que seria el seu marit Wen Yimin. Una pel·lícula d'arts marcials que no s'ha conservat, i que va ser projectada durant més de mig mes i va salvar la Youlian de la fallida i va generar quatre seqüeles més. El 1929, va tornar a treballar amb Wen Yimin en el film que segueix sent un dels grans clàssics del gènere, i l'única pel·lícula wuxia de l'època que ens ha arribat, "Red Heroine" (红侠), on Fan hi va fer el paper de la protagonista Yun Mei.
L'any 1931 el govern del Guomintang va prohibir el cinema d'arts marcials i partir d'aquell moment tant Fan com Wen van haver de canviar d'estil i també d'estudis i productora, situació agreujada per la guerra amb el Japó. Durant la segona guerra sino-japonesa va viure a Nanjing i a Tianjin on va treballar com actriu teatral.
Molt menys coneguda, però, va ser la seva contribució a la indústria cinematogràfica mitjançant la creació de Qianghua Film Company i el treball com a productora, dissenyadora d'efectes especials i enginyera de gravació en diferents períodes de la seva vida. A l'hivern de 1933, sota l'impuls del moviment cinematogràfic d'esquerra, ella, els seus familiars i amics van fundar la Qianghua Film Company. Algunes pel·lícules de la productora van ser censurades pel fet de reflectir desolació rural d'aquella època, i l'empresa es va veure obligada a tancar.
Fan va seguir treballant en diversos estudis com Fudan Film Company, Dahua Film Company, Tianyi Film Company, Yihua Film Company, etc., i va filmar dotzenes de pel·lícules purament comercials com "Dancing in the Palace" (1934) o "Pearl in the Palm" (1938).
Amb el pas dels anys, a causa de la seva edat, va anar canviant a rols de dones de mitjana edat i dones grans. Després de la fallida dels estudis "Tianyi", va anar a Hong Kong per fer de tècnic de gravació durant un any. Després de tornar a Shangai, va entrar a "Yihua" i va protagonitzar pel·lícules com "Three Smiles" i "Avalokitesvara". En aquestes pel·lícules, va fer principalment el paper de mare, per la qual cosa va guanyar el sobrenom de "mare pública". Va desaparèixer de la indústria cinematogràfica l'any 1942.
Després de la fundació de la República Popular de la Xina, el març de 1952 va incorporar-se com actriu a Shanghai Film Studio, on hi va fer més d'una dotzena de pel·lícules.

## Filmografia destacada
Durant la seva dilatada trajectòria Fan va protagonitzar més de 50 pel·lícules.
| Any  | Títol xinès    | Títol anglès                               |
| ---- | -------------- | ------------------------------------------ |
| 1926 | 娼門之子       | The Prostitute’s Son/                      |
| 1927 | 儿女英雄       | Hero and Heroine ó Heroic Son and Daughter |
| 1928 | 江湖情俠       | He and She                                 |
| 1929 | 虎口余生       | Escape From the Tiger's Mouth              |
| 1929 | 红侠           | Red Heroine                                |
| 1933 | 覺悟           | Consciousness                              |
| 1934 | 黎明           | Dawn                                       |
| 1935 | 堅苦的奮斗     | Hard Struggle                              |
| 1936 | 女同學         | My Female Classmates/                      |
| 1937 | 掌上珠         | An Illegitimate Daughter                   |
| 1938 | 碧雲宮         | Biyun Palace/                              |
| 1954 | 山間鈴響馬幫來 | Mountain Bells Herald the Caravan/         |
| 1957 | 幸福           | Happiness                                  |
| 1958 | 布穀鳥又叫了   | Letter from the Front                      |